# 大岭乡 (汉源县)
大岭乡，是中华人民共和国四川省雅安市汉源县曾经下辖的一个乡。

## 行政区划
大岭乡撤销前下辖以下地区：
青岗村、海子村、尚礼村和西南村。